# Galveston (romanzo)
Galveston è un romanzo poliziesco del 2010, dello scrittore statunitense Nic Pizzolatto.

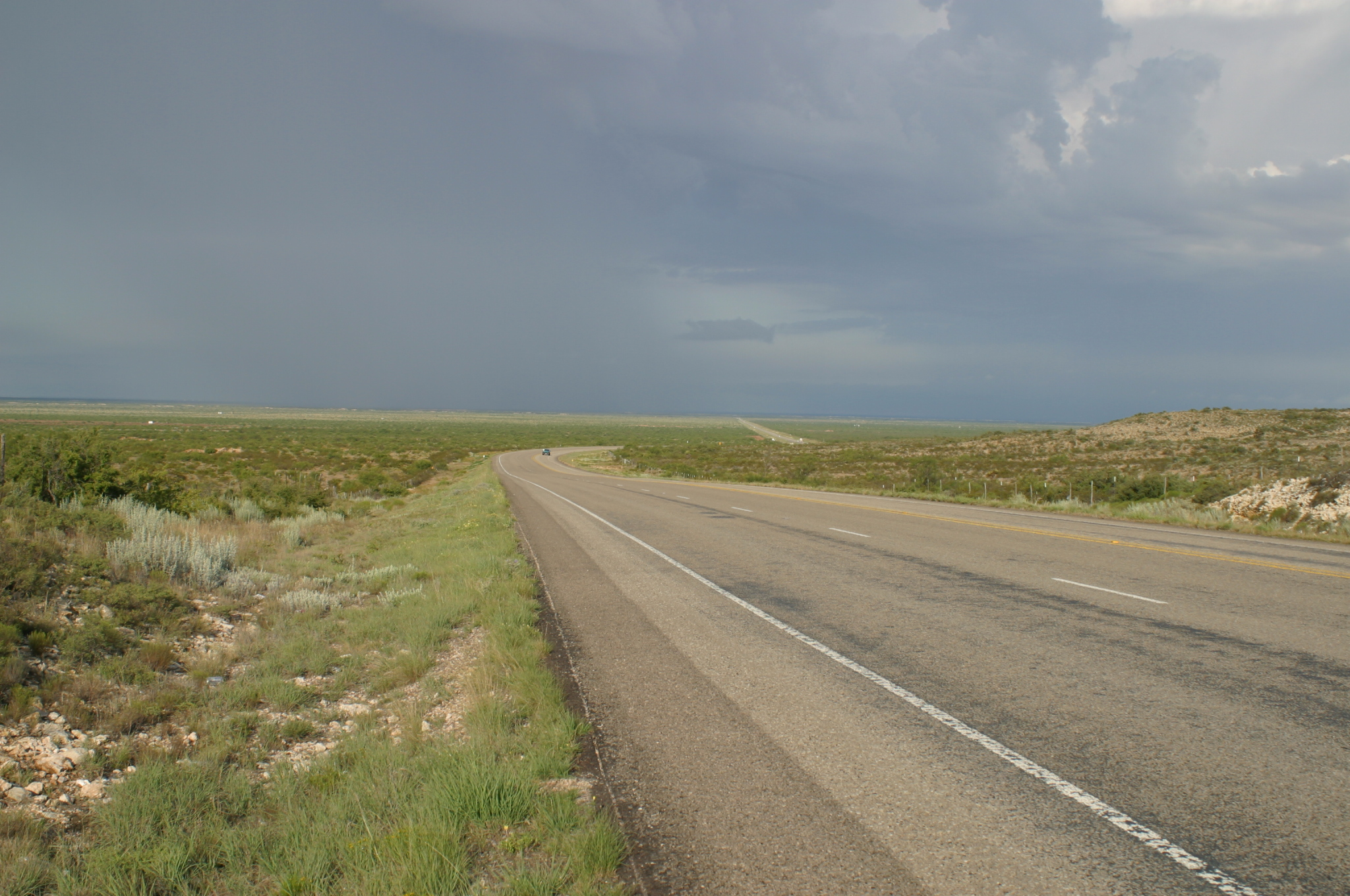
"Un "mondo dove rotolano i kudzu e alberi ossuti crescono nell'acqua nera"".

## Trama
Il protagonista Roy Cady, è un malavitoso di mezza tacca che, nel 1987, a 40 anni, ha appena saputo di avere un cancro terminale ai polmoni. Roy recupera i crediti e occasionalmente uccide qualcuno per conto di Stan, un boss della mafia di New Orleans. Stan ha recentemente sedotto la ex ragazza di Roy, e la sopravvivenza di Roy ora lo irrita. Stan manda Roy a uccidere un sindacalista polacco. Ma è un'imboscata. Fortunosamente Roy riesce a sopravvivere e si ritrova tra le braccia una prostituta adolescente, Raquel (Rocky) Arceneaux. Fuggono insieme dalla Louisiana, diretti verso il Texas.
Rocky non è un granché come prostituta (ha appena iniziato), e anche come essere umano non se la cava tanto bene. Rocky, come Roy, viene dalle boscaglie del Texas, un "mondo dove rotolano i kudzu e alberi ossuti crescono nell'acqua nera", che "sembra significare qualcosa per lei, allo stesso modo in cui significa per me... Il paesaggio aveva una gravità che ci spingeva indietro nel tempo, facendoci possedere dalle persone che eravamo".
Rocky e Roy passano da casa della ragazza dove Rocky strappa al patrigno, Tiffany, 3 anni, sorella di Rocky. I tre si fermano a Emerald Shores, un motel lungo la strada a pochi isolati dalla spiaggia di Galveston. Qui si uniscono a un collettivo di disadattati, casi gravi di malafortuna, che cercano di sfuggire al disastro delle proprie vite.
"Sei qui perché è da qualche parte. I cani ansimano nelle strade. La birra non è fredda. L'ultima nuova canzone che ti è piaciuta è uscita molto, molto tempo fa, e la radio non la trasmette più." Questo passaggio, con i suoi echi della poesia di Richard Hugo "Degrees of Gray in Philipsburg" e del romanzo di James Crumley "L'ultimo vero bacio", riproduce il marchio di garanzia dell'American noir: la ricerca di un passato e di una casa, che vivono più nei desideri che nei ricordi. Il mondo di "Galveston" è un mondo in cui "tutti coloro che vengono qui sono poveri e bugiardi." Ma è anche qui che Roy ha una possibilità, per quanto fugace, di riesumare quel po' di buono che ancora c'è in lui.
Le anime disperate dell'Emerald Shores Motel sono unite dalla debolezza, dalla perdita e da una vaga speranza. Con un salto di vent'anni, troviamo Roy sopravvissuto ai suoi inseguitori e al cancro, che passeggia lungo la spiaggia con un vecchio cane che lo segue zoppicando. Qui avverrà l'incontro decisivo che chiarirà l'intreccio della storia.

## Edizioni
- Nic Pizzolatto, Galveston, traduzione di Giuseppe Brescia, collana Strade blu, Arnoldo Mondadori Editore, 2010.